# Carcinopodia argentata
Carcinopodia argentata är en fjärilsart som beskrevs av William Lucas Distant 1897. Carcinopodia argentata ingår i släktet Carcinopodia och familjen björnspinnare. Inga underarter finns listade i Catalogue of Life.